# Proiezione UPS
La proiezione stereografica universale polare (in sigla UPS dall'inglese Universal Polar Stereographic) è una proiezione conforme molto utilizzata per rappresentare le zone polari, grazie al fatto che il suo modulo di deformazione lineare (m) è funzione della latitudine: ai poli infatti si avrà m=1.
La proiezione UPS è caratterizzata dal fatto che i paralleli e i meridiani sono proiettati su di un piano tangente passante per il polo; le trasformate saranno in questo modo dei cerchi concentrici per i paralleli e delle rette uscenti dal polo per i meridiani.
La proiezione UPS, solitamente, viene utilizzata: 
- a Sud, dalla latitudine di 90° Sud alla latitudine di 80° Sud, ossia per la calotta sferica centrata sul Polo Sud e delimitata dal parallelo a 80° Sud,
- a Nord, dalla latitudine di 90° Nord alla latitudine di 80° Nord, ossia per la calotta sferica centrata sul Polo Nord e delimitata dal parallelo a 80° Nord;

invece, tra il parallelo a 80° Sud e il parallelo a 80° Nord, si utilizza la proiezione UTM.